# Hurricane (chanson de Westend)
Pour les articles homonymes, voir Hurricane.
Chansons représentant l'Autriche au Concours Eurovision de la chanson
Sonntag
(1982) Einfach weg
(1984)
Hurricane est la chanson représentant l'Autriche au Concours Eurovision de la chanson 1983. Elle est interprétée par le groupe Westend.
La chanson est la dix-huitième chanson de la soirée, suivant Esta balada que te dou interprétée par Armando Gama pour le Portugal et précédant Rendez-vous interprétée par Pas de deux pour la Belgique.
À la fin des votes, elle obtient 53 points et prend la neuvième place sur vingt participants.

## Source de la traduction
- (en) Cet article est partiellement ou en totalité issu de l’article de Wikipédia en anglais intitulé « Hurricane (Westend song) » (voir la liste des auteurs).